# Зайцы (Островский район)
Зайцы — деревня в Горайской волости Островского района Псковской области.
Расположена в 11 км к югу от города Остров и в 15 км к северо-западу от волостного центра, деревни Крюки. В 3 км к востоку находится Гороховое озеро.
Численность населения деревни по состоянию на 2000 год составляла 12 человек.
До 3 июня 2010 года деревня входила в состав ныне упразднённой Синерецкой волости с центром в деревне Гривы.